# 大舘晴光
大舘 晴光（おおだち はるみつ、生年不詳 - 永禄8年4月28日（1565年6月6日））は、戦国時代の武将。室町幕府幕臣。大舘尚氏（常興）の子。

## 生涯
家の慣例により、室町幕府の第12代将軍・足利義晴より偏諱を受け、晴光と名乗る。のちに、弟の藤安（ふじやす）と嫡男の輝光（てるみつ）も第13代将軍・足利義輝（初め義藤、義晴の子）から偏諱の授与を受けている。
大舘氏（「大館」とも表記する）は足利氏と同族の新田氏支族であり、代々室町幕府の重職を務めてきた家柄で、父は有職故実の専門家として知られていた。また、姉（または妹）が将軍・義晴の側室であったことから足利将軍家の覚えもめでたく、永禄2年（1559年）には従四位下に叙せられ、左衛門佐・上総介・陸奥守などを歴任した。
晴光は将軍・義輝が最も重要視していた越後の長尾景虎（上杉謙信）との交渉の責任者であり、永禄2年（1559年）に景虎が上洛した際には接待役に任じられている。また、成功はしなかったものの、義輝の命により景虎と北条氏康との和睦交渉の仲介役にあたった。また、永禄6年（1563年）6月に最上義守・義光父子が上洛した際にも、申次「を務めている。
永禄8年（1565年）4月28日、晴光は死去した。その死の直後に永禄の変が発生し、晴光の後を継いだ筈の嫡男の輝光は、足利義栄に仕えたことが確認できるものの、その後の消息は不明である。そのため、織田信長に奉じられた足利義昭が将軍になると、輝光ら大舘一族の多くが追放されて、そのまま没落したとみられている。